# Bandeira de Transvaal
A bandeira de Transvaal é a bandeira da província Sul-Africana com esse nome. A sua origem remonta à bandeira da histórica República de Transvaal oficialmente denominada de República Sul-Africana.
A bandeira é constuituída por três faixas horizontais de vermelho, branco e azul (revivendo a bandeira da Holanda), com uma faixa verde na tralha, e sendo conhecida como Vierkleur ou quatro cores. A antiga Bandeira da África do Sul (1927-1994) continha na faixa branca, a bandeira de Transval na horizontal.